# Surkål

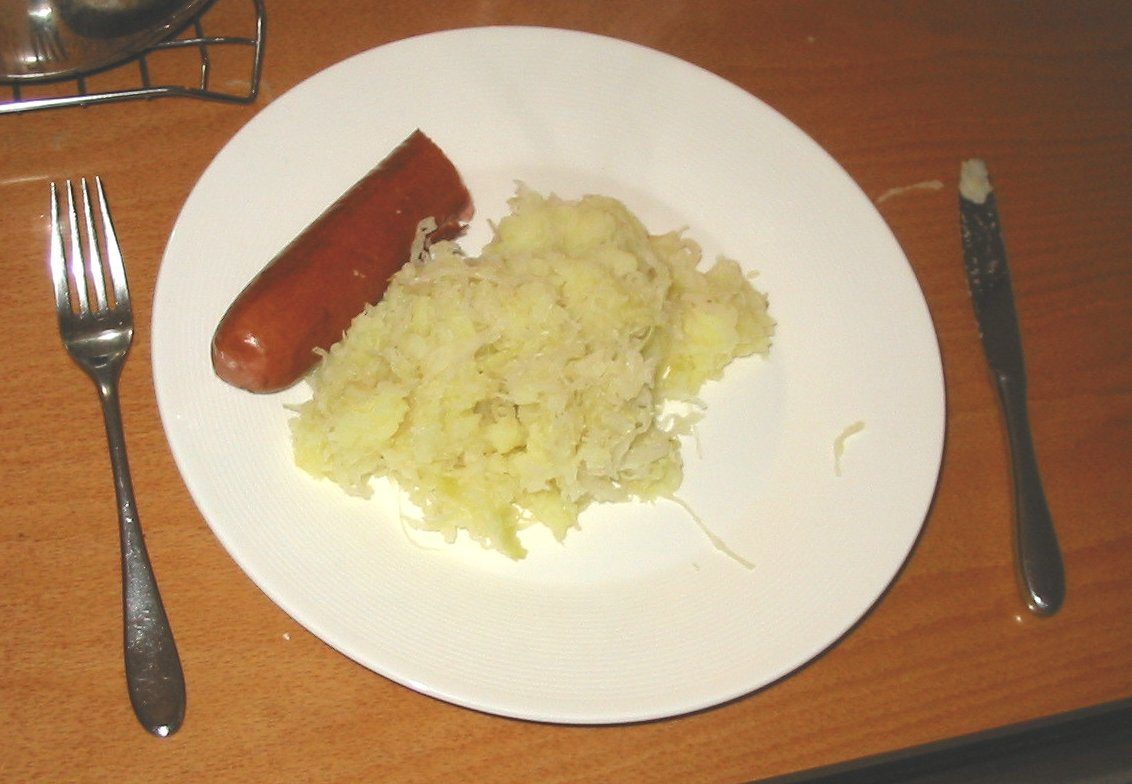
Surkål och korv på tallrik

Surkål (tyska: Sauerkraut) är vitkål som har fermenterats med hjälp av mjölksyrabakterier. Processen ger kålen bättre lagringsduglighet och högre näringsvärde än färsk vitkål. Maträtten har sitt ursprung i Centraleuropa. Surkål är ett vanligt tillbehör till korv och kötträtter i bland annat Tyskland.
Surkål tillreds genom att skivad vitkål varvas med salt. Detta får stå i press under några veckor tills kålen surnar.
Surkål är huvudingrediens i den polska grytan bigos.
Vitkålen ökade i popularitet under den sena medeltiden på grund av just upptäckten av surkål. Ordet "surkål" är belagt i svenska språket sedan 1603.